# Никол Андерсън
Никол Андерсън (на английски: Nicole Anderson) е американска актриса, известна с ролята си на Мейси Миса в сериала „Jonas L.A.“ и „Jonas“.

## Биография

### Произход и младежки години
Родена е на 29 август 1990 г. в Рочестър, щата Индиана. Баща ѝ е американец, служи като командир във Военноморските сили на САЩ, а майка ѝ е филипинка.
Като дете тя печели национални състезания по гимнастика, но се оттегля поради травми. 13-годишна печели стипендия за Барбизонското училище по моделиране и актьорско майсторство в Джорджия. Има няколко печатни и телевизионни реклами, включително и на дрехи на Мери-Кейт и Ашли Онлайн.
Живее в Торонто, Канада.

### Кариера
Андерсън се явява на прослушване за ролята на Стела в телевизионния сериал „Jonas“, но ролята в крайна сметка печели актрисата Челси Щауб. След това продуцентите решават да играе най-добрата приятелка на Стела и предлагат на Андерсън ролята на Мейси.
Андерсън се включва в актьорския състав на сериала Красавицата и Звяра. Подписва за повтаряща се роля на Хедър Чандлър, Катрин (Кристин Креук) по-малка сестра. През май 2013 г. е обявено, че Андерсън се присъединява към Ravenswood, продължение на Малки сладки лъжкини, като Миранда Колинс, приемно дете, което се позовава на своите съобразителност, за да покрие емоционалните си белези. Играе в епизода Grave New World.